# Antonín Zápotocký
Antonín Zápotocký (n. 19 decembrie 1884, Zákolany⁠(d), Austro-Ungaria – d. 13 noiembrie 1957, Praga, Cehoslovacia) a fost un lider comunist cehoslovac, ce a îndeplinit funcțiile de prim-ministru (1948-1953) și președinte al Cehoslovaciei (1953-1957).

## Biografie
S-a născut în Zákolany, districtul Kladno, Boemia (atunci în Austro-Ungaria, acum în Republica Cehă). Tatăl lui era Ladislav Zápotocký, unul dintre fondatorii Partidului Social Democrat Ceh (ČSSD), împreună cu Josef Boleslav Pecka-Strahovský și Josef Hybeš.
A fost delegat al aripii stângi a ČSSD la cel de-al doilea congres al Cominternului, care a avut loc la Petrograd în perioada 19 iulie – 7 august 1920. Împreună cu Bohumír Šmeral, el a fondat Partidul Comunist din Cehoslovacia (KSČ) care s-a desprins de ČSSD în 1921. El a fost secretar general al KSČ din 1922 până în 1925. În anul 1940 a fost trimis în lagărul de concentrare Sachsenhausen. El a fost eliberat în 1945, dar Țările de Jos au cerut extrădarea sa din cauza suspiciunii că ar fi participat la executarea cetățenilor olandezi.
În perioada 18 iunie - 18 iulie 1946 a fost președinte al Adunării Naționale Constituante.
Zápotocký a devenit prim-ministru al Cehoslovaciei la 15 iunie 1948 în locul lui Klement Gottwald, care a devenit președinte. La 14 martie 1953, la scurt timp după întoarcerea sa de la înmormântarea lui Iosif Stalin, Gottwald a murit, iar în funcția de președinte al Cehoslovaciei i-a succedat primul ministru. Zápotocký a impus un mod mai uman de guvernare, dar a fost supravegheat îndeaproape de către primul secretar stalinist, Antonín Novotny. La o întâlnire organizată la Moscova, i s-a spus lui Zápotocký să adere la „conducerea colectivă”, adică să renunțe la putere în favoarea lui Novotný. În 1956, a fost decorat cu Ordinul Karl Marx. 
Zápotocký a rămas în funcție până la moartea sa ce a avut loc la Praga în 1957.